# Porce (Antioquia)
Porce, es una microrregión geográfica en el departamento de Antioquia, repartida entre las Subregiones de Valle de Aburrá, Nordeste y Norte, conocida por ser el sitio de nacimiento del río Porce, del cual toma su nombre; pertenece a la zona de vida de Bosque húmedo tropical; además es un eje de integración de diversos aspectos socioculturales del centro de Antioquia, ya que es a su vez la convergencia de varios municipios con características sociopolíticas muy variadas. 
Este conjunto de territorios se encuentran ubicados en la interacción de las subcuencas de los ríos Medellín y Grande, en la sección centro oriental del departamento.

## Territorios conformantes
| Territorio             | Tipo de entidad         | Corregimiento        | Municipio                          |
| ---------------------- | ----------------------- | -------------------- | ---------------------------------- |
| Popalito               | Corregimiento           | Popalito             | Barbosa                            |
| Yarumito               | Vereda                  | Popalito             | Barbosa                            |
| El Guayabo             | Vereda                  | Popalito             | Barbosa                            |
| La Calda               | Vereda                  | Popalito             | Barbosa                            |
| Las Victorias          | Vereda                  | Popalito             | Barbosa                            |
| Volantín               | Vereda                  | Popalito             | Barbosa                            |
| Las Lajas              | Vereda                  | Popalito             | Barbosa                            |
| La Herradura           | Vereda                  | Popalito             | Barbosa                            |
| Monteloro              | Vereda                  | Popalito             | Barbosa                            |
| Tablazo Popalito       | Vereda                  | Popalito             | Barbosa                            |
| Aguas Claras Abajo     | Vereda                  | Popalito             | Barbosa                            |
| Aguas Claras Arriba    | Vereda                  | Popalito             | Barbosa                            |
| La Cejita              | Vereda                  | Popalito             | Barbosa                            |
| La Cuesta              | Vereda                  | Popalito             | Barbosa                            |
| Pacho Hondo            | Vereda                  | Popalito             | Barbosa                            |
| Botero                 | Corregimiento           | Botero               | Santo Domingo                      |
| Vainillal              | Vereda                  | Botero               | Santo Domingo                      |
| La Eme                 | Vereda                  | Botero               | Santo Domingo                      |
| Las Beatrices          | Vereda                  | Botero               | Santo Domingo                      |
| Piedra Gorda           | Vereda                  | Botero               | Santo Domingo                      |
| El Uvito               | Vereda                  | Botero               | Santo Domingo                      |
| Porcesito              | Corregimiento           | Porcesito            | Santo Domingo                      |
| La Primavera           | Vereda                  | Porcesito            | Santo Domingo                      |
| Santiago               | Corregimiento           | Santiago             | Santo Domingo                      |
| La Comba               | Vereda                  | Santiago             | Santo Domingo                      |
| El Chilcal             | Vereda                  | Santiago             | Santo Domingo                      |
| Cubiletes              | Vereda                  | Santiago             | Santo Domingo                      |
| La Quiebra             | Vereda                  | Santiago             | Santo Domingo                      |
| Bellavista             | Corregimiento           | Bellavista           | Donmatías                          |
| La Montera             | Vereda                  | Bellavista           | Donmatías                          |
| Riogrande Bellavista   | Vereda                  | Bellavista           | Donmatías                          |
| La Frisolera           | Vereda                  | Bellavista           | Donmatías                          |
| La Pradera             | Vereda                  | Bellavista           | Donmatías                          |
| San Pablo              | Corregimiento           | San Pablo            | Santa Rosa de Osos                 |
| La Clara Santa Rosa    | Vereda y caserío        | San Pablo            | Santa Rosa de Osos                 |
| La Lomita              | Vereda                  | San Pablo            | Santa Rosa de Osos                 |
| Chilimaco Santa Rosa   | Vereda                  | San Pablo            | Santa Rosa de Osos                 |
| Barrancas              | Vereda                  | San Pablo            | Santa Rosa de Osos                 |
| El Llano               | Vereda                  | San Pablo            | Santa Rosa de Osos                 |
| Montefrío              | Vereda                  | San Pablo            | Santa Rosa de Osos                 |
| Camino Real            | Vereda                  | San Pablo            | Santa Rosa de Osos                 |
| San Antonio            | Vereda                  | San Pablo            | Santa Rosa de Osos                 |
| El Ahitón              | Vereda                  | San Pablo            | Santa Rosa de Osos                 |
| El Congo               | Vereda                  | San Pablo            | Santa Rosa de Osos                 |
| El Caney               | Vereda y Centro poblado | El Caney             | Santa Rosa de Osos                 |
| La Pava Salamina       | Vereda                  | El Caney             | Santa Rosa de Osos                 |
| La Quebradita          | Vereda                  | El Caney             | Santa Rosa de Osos                 |
| El Barro               | Vereda                  | El Caney             | Santa Rosa de Osos                 |
| Puente Gabino          | Caserío                 | El Caney y Porcesito | Santa Rosa de Osos y Santo Domingo |
| Villanueva             | Corregimiento           | Villanueva           | Yolombó                            |
| La Cumbre              | Vereda                  | Villanueva           | Yolombó                            |
| Bareño                 | Vereda y caserío        | Villanueva           | Yolombó                            |
| Bengala                | Vereda                  | Villanueva           | Yolombó                            |
| Bellavista La Josefina | Vereda                  | Villanueva           | Yolombó                            |
| El Hormiguero          | Vereda                  | Villanueva           | Yolombó                            |
| La Esmeralda           | Vereda                  | Villanueva           | Yolombó                            |
| El Pichón              | Vereda                  | Villanueva           | Yolombó                            |
| El Tapón               | Vereda                  | Villanueva           | Yolombó                            |
| La Estrella            | Corregimiento           | La Estrella          | Gómez Plata                        |
| La Clara Gómez Plata   | Vereda                  | La Estrella          | Gómez Plata                        |
| Chilimaco Gómez Plata  | Vereda                  | La Estrella          | Gómez Plata                        |
| Caldera                | Vereda                  | La Estrella          | Gómez Plata                        |
| Santa Elena            | Vereda                  | La Estrella          | Gómez Plata                        |
| El Encanto             | Caserío                 | La Estrella          | Gómez Plata                        |

- Datos: Q111077322